# 井上究一郎
井上 究一郎（いのうえ きゅういちろう、1909年9月14日 - 1999年1月23日）は、日本のフランス文学者、翻訳家、エッセイスト。東京大学名誉教授。本名・九一郎。マルセル・プルースト研究の第一人者であり、『失われた時を求めて』の個人全訳で知られる。

## 人物・家族
大阪府出身。東京帝国大学フランス文学科卒業。1949年、東京大学教養学部助教授。1953年、フランス渡航中の森有正が辞表を出したため、その代わりとして文学部仏文科助教授、61年教授。70年定年退官後は武蔵大学教授。
1999年1月23日に心肺不全のため、89歳で死去した。
娘の金沢公子もフランス文学者で、その子（井上の孫）金沢英之は、国文学者である。

## 主な著書
- 『ロンサールの抒情詩』創元社、1948年
- 『マルセル・プルーストの作品の構造』河出書房新社、1963年
- 『忘れられたページ フランス近代文学点描』筑摩書房、1971年、再版1984年
- 『ガリマールの家 ある物語風のクロニクル』筑摩書房、1980年 / ちくま文庫、2003年
- 『幾夜寝覚』新潮社、1990年
- 『三好達治の「ヴェルレーヌ」』森開社、1990年
- 『かくも長い時にわたって』筑摩書房、1991年
- 『アルチュール・ランボーの『美しき存在』』筑摩書房、1992年
- 『水無瀬川 自選エッセー集』筑摩書房、1994年
- 『詩集 水の上の落葉』小沢書店、2000年

著作集
- 『井上究一郎文集〈1〉フランス文学篇』
『―〈2〉プルースト篇』筑摩書房、1999年

### 主な訳書
- 『心の間歇』マルセル・プルースト（弘文堂、1940年）、抜粋の編訳書
- 『セヴィニェ夫人手紙抄』岩波文庫、1943年、復刊1987年
- 『ロンサール詩集』岩波文庫、1951年、度々復刊
- 『プルーストを求めて』アンドレ・モーロワ（平井啓之共訳、新潮社、1952年） のち新潮文庫、筑摩叢書で再刊
- 『告白録』ジャン・ジャック・ルソー（新潮文庫 全3巻、1958年） 他に河出書房「世界文学全集」
- 『レ・ミゼラブル』ユゴー（河出書房新社〈世界文学全集〉全2巻、1959年）、新版1977、1989年ほか
- 『フランス名詩選』（共訳）（学生社、1966年）
- 『プルースト　失われた時を求めて』（中村真一郎・生島遼一・伊吹武彦ほか共訳）、新潮社 新版全7巻（1974年）
- 『孤島』ジャン・グルニエ（竹内書店、1968年、改訂1979年／筑摩叢書、1991年／ちくま学芸文庫、2019年）
- 『失われた時を求めて』（筑摩書房「プルースト全集 1～10」、改訳 ちくま文庫 全10巻）
- 『シテールへの旅　訳詩集』（小沢書店、1999年）
  - 『フランス名詩集』（ちくま文庫、2006年）